# Primavera de Praga (banda)
Primavera de Praga fue una banda chilena de pop rock formada en Los Ángeles, cuyos miembros fueron Leo Saavedra, Pablo Freire, Boris Ramírez, Daniel Baeza, Carlos Beltrán y Cristian Soto. Hasta el 2013 produjeron cuatro álbumes de estudio, Antología (2005), Primavera de Praga (2007), Satélite (2009) y La vida, el cielo, el mundo, el infierno (2013).

## Historia
Formados originalmente por Leo Saavedra (Voz, teclado y guitarra), Carlos Beltrán (Voz y guitarra), Cristián Soto (Batería) y Pablo Freire (Bajo), comenzaron como una banda de pubs y festivales de colegio, tocando covers de sus conjuntos de cabecera. Del repertorio de tributo, pasaron a incluir cada vez más canciones propias. El público los empezó a conocer y sus temas se coreaban cada vez más fuerte y claro.
Los primeros temas grabados en el estudio de la Universidad Austral de Chile se recopilaron en el EP ‘Primer Vuelo’: 'Domingo 1:42 a. m.’, ‘Destello Estelar’ y ‘Sonidos del Silencio’. Con este último tema ganaron el festival de bandas Jóvenes Balmaceda 1215 el año 2002 y comenzaron a tener rotación continua en las radios de la región y se escuchó por la señal de la Rock & Pop.
Los Ángeles les empezó a quedar chico. Querían que todo Chile escuchara sus temas. El reconocimiento de la opinión pública respecto a su calidad musical gracias a los triunfos en Balmaceda y luego en Bandas de Chile en el 2004, fueron una inyección de autoconfianza y les confirmaron que tenían proyección y que sus canciones eran buenas, pop y masivas. La banda “adolescente y festivalera” -como fue apodada por el locutor de Rock & Pop Jorge Lira-, se vino a Santiago a conquistar los oídos de los capitalinos tocando en cuanto pub pudieran para que el nombre de Primavera de Praga comenzara a difundirse.
A mediados de 2005, el Soko decidió dejar la banda, pero continuó tocando con ellos hasta fines de año. Paralelamente, comenzó la tarea de buscar un nuevo baterista. En Los Ángeles conocieron a "Fuera de Tiempo", un grupo que tocaba música parecida a la de ellos, y su baterista, Boris Ramírez, comenzó a ensayar con los Praga y desde el año 2006 es el baterista oficial de la banda.
En agosto de 2005 salió a la luz “Antología”, su primer disco editado de manera independiente y producido por Alejandro Gómez, exintegrante de Solar y actual vocalista de Alamedas. Aunque el nombre del LP suene a un compilado de grandes éxitos de una banda de larga trayectoria, no fue un título antojadizo. Refleja el largo camino que significó el concretar su disco, pues reunieron 11 temas grabados en distintas fechas, entre el 2001 y 2005, y en diferentes estudios –Universidad Austral, Balmaceda 1215 y Espectro-.
Luego de casi dos años del lanzamiento de su primer largaduración y gracias a su éxito, la banda decide concretar su segundo disco, el cual cuenta con 14 canciones, que se grabaron en los estudios Triana, durante los meses de mayo y junio. El ingeniero responsable fue Pablo Bello y la producción estuvo a cargo de Leo Saavedra. La mezcla y masterización fue realizada por Gonzalo “Chalo” González, quien ha trabajado con destacadas bandas nacionales, como Los Bunkers, Chancho en Piedra, Petinellis, Los Tres y Sinergia, entre otras. Es el disco con el cual firman con su Primer sello Feria Music. 
La nueva producción mantiene la misma línea del anterior, con canciones que buscan ser directas y de gusto popular. Contiene canciones más maduras, con pasajes musicales más elaborados y varios instrumentos más sofisticados que no son los que tocan precisamente en la banda. Con este disco esperan posicionarse mejor en el medio y trabajaron arduamente, preocupándose de cada detalle, para que el disco sea un gran éxito.
En 2009 debido a su madurez y reconocimiento, la banda recibe la invitación de telonear a Oasis  en su tercera visita a Chile, y en el mismo año sacarían su tercer disco de estudio "Satellite", del que se desplegarían singles como "Satélite", "Capivara" y "Anoche", también en ese año se incluiría en la banda a Daniel Baeza, para encargarse de los teclados en la banda.
En noviembre de 2012, Leo Saavedra oficializa a través de la página oficial de la banda en Facebook la salida de Carlos Beltrán de la Banda aduciendo motivos personales, y aclarando que la relación entre los demás miembros de la banda y él se mantenían intactas. El vocalista de la banda se refirió a la partida de Carlos como un "hecho doloroso porque él es fundador de la banda y por eso de cierto modo es irreemplazable"
En julio de 2015 hacen oficial el término de la banda por medio del siguiente comunicado:
"Hola cabros, tanto tiempo, esperamos que estén bien... en este preciso momento oficializamos lo que ya hace un tiempo veníamos pensando, PRIMAVERA DE PRAGA llega a su fin... así es, triste pero cierto... Todo está bien, nos queremos mucho y los queremos mucho a ustedes... MUCHAS GRACIAS... un gran abrazo... Chao".

## Miembros
Miembros 2015
- Leo Saavedra - voz; guitarra; piano (2001-2015).
- Pablo Freire - bajo (2001-2015).
- Boris Ramírez - batería (2005-2015).
- Daniel Baeza - teclados; Sintetizador; coros (2009-2015).

Miembros antiguos
- Cristian Soto - batería (2001-2005).
- Carlos Beltran - guitarra; coros (2001-2012).

## Discografía

### Álbumes
| Año  | Título                                | Discográfica        |
| ---- | ------------------------------------- | ------------------- |
| 2005 | Antología                             | Registro Móvil      |
| 2007 | Primavera de Praga                    | Feria Music         |
| 2009 | SATELITE                              | Feria Music         |
| 2012 | La Vida El Cielo El Mundo El Infierno | Plaza Independencia |